# 樱井纪雄
櫻井紀雄（日语：／ Sakurai Norio，1985年7月1日—），日本女性漫畫家。血型A型。

## 經歷
1985年7月1日出生于日本埼玉县上尾市，性格如本人所说“极度变态”。2003年以《扫除的时间》获得第58屆赤冢赏佳作并出道，同年再凭借《KIDNEY TROUBLE》获得《周刊少年Champion》第60回新人漫画赏特别奖励赏。其后于2003年连载《小孩学级》，于2006年连载《超元气三姐妹》，於2018年連載《我內心的糟糕念頭》。

## 作品
連載作品
- 小孩學級（秋田書店《週刊少年Champion》2003年44號 - 2005年15號，全4卷）
- 超元氣3姊妹（秋田書店《週刊少年Champion》2006年15號 - 2011年19號、2012年35號 - 39號，《別冊少年チャンピオン》2012年10月號 - 2017年9月號，全19卷，東立代理）
- 脫線機器人少女（秋田書店《週刊少年Champion》2016年44號 - 2016年48號、2017年45號 - 2020年23號，全7卷）
- 我內心的糟糕念頭（秋田書店《週刊少年Champion》2018年15號 - 2018年18號 → 《チャンピオンクロス》2018年4月10日 - 2018年7月3日，《マンガクロス》2018年7月17日 - 連載中，已出版12卷，東立代理）

## 外部連結
- 樱井纪雄的X（前Twitter）